# Bamburi Cement
Bamburi Cement Limited – kenijskie przedsiębiorstwo przemysłowe specjalizujące się w produkcji cementu.
Spółka Bamburi Cement Limited została założona w 1951 przez szwajcarski holding Cementia, drugim udziałowcem zostało brytyjskie przedsiębiorstwo Blue Circle. Pierwsza cementownia została uruchomiona w 1954 roku w Mombasie. Jej zdolności produkcyjne wynosiły początkowo 140 tys. ton cementu rocznie, z czasem wzrosły do 1,1 mln ton rocznie. Otwarta w 1988 roku, w pobliżu Nairobi  kolejna instalacja mielenia klinkieru zwiększyła moce produkcyjne do 2,1 mln ton cementu rocznie. 
Zarówno Cementia (w 1989 roku), jak i Blue Circle (w 2001) zostały przejęte przez koncern Lafarge, dlatego stał się on większościowym udziałowcem spółki (od 2015 roku jako LafargeHolcim. Akcja Bamburi Cement Limited są notowane na Giełdzie Papierów Wartościowych w Nairobi. 
Część wyjałowionych przez długotrwałe wydobycie wapienia terenów w okolicy Mombasy, została zrewitalizowana i utworzono na nich Haller Park

## Źródła
- Historia. lafarge.co.ke. [zarchiwizowane z tego adresu (2016-12-16)]. na stronie firmy